# La Rue-Saint-Pierre (Sena Marítimo)
La Rue-Saint-Pierre é uma comuna francesa na região administrativa da Normandia, no departamento de Sena Marítimo. Estende-se por uma área de 7,69 km². Em 2010 a comuna tinha 788 habitantes (densidade: 102,5 hab./km²).